# Павло Юзик
Павло́ Ю́зик (24 червня 1913, Пінто, Саскачеван — 9 липня 1986, Оттава, Онтаріо) — канадський сенатор українського походження, професор та автор книг, відомий діяч у канадській політиці та україноканадській громаді, ініціатор політики багатокультурності в Канаді.

## Біографічна довідка
Павло Юзик народився 24 червня 1913 у селищі Пінто, поблизу містечка Естеван у Саскачевані, в родині українських переселенців з Галичини: у Мартина Юзика та Катерини (до шлюбу Чабан). Батько майбутнього сенатора, прибувши в 1904 до Канади, працював шахтарем, а згодом, переїхавши з родиною в Саскатун, — на млині.
Одружився 12 липня 1941 з Марією (до шлюбу Багнюк); у сім'ї четверо дітей: син Теодор та дочки — Євангелина, Вікторія та Віра.
Похований 14 липня 1986 в Оттаві.

### Школи, учителювання
Визначався як відмінник у середній школі: отримав оцінку 100 % («відмінно») на випускних екзаменах із математики та фізики в одинадцятому класі. Вступив у Саскатунський педагогічний коледж у 1932, якого закінчив із відмінними оцінками; з 1933 до 1942 років викладав у середніх школах сільського району «Гаффорд», провінція Саскачеван.
1942 року вступив добровольцем до канадської армії, перебуваючи на посаді унтер-офіцера та займаючись підготовкою офіцерів. У 1943 році повернувся на університетські студії в Саскачеванському університеті та завершив навчання бакалавром мистецтв, а в 1947 році — спеціалістом-істориком.
Молодому історику Манітобське історичне товариство запропонувало підримку в написанні історії українців у Манітобі: згодом його працю опубліковано у 1953 році під назвою «Українці в Манітобі — Соціальна Історія». У 1949 році поступив на аспірантуру в Міннесотському університеті: у 1953 році завершив курсову роботу, а в 1958 році — докторську дисертацію і одержав звання Доктора філософії з історії. У 1982 УВУ нагородив професора Юзика почесним докторатом за заслуги у ділянці історії україноканадців.

### Павло Юзик— академік
У 1951 році Павла Юзика призначено на посаду помічника професора слов'янознавства та історії в Манітобському університеті, а в 1958 році — підвищено на асоційованого професора історії та слов'янознавства. У Манітобському університеті, спільно з Оноре Юуак, уклав підручник «Українська читанка» (англ. «Ukrainian Reader»), яким згодом користувалися і вчителі в середніх школах степових провінцій Канади. Працював професором історії і славістики в Манітобському (1958—1963) й Оттавському (1966—1978) університетах.
Паралельно із цими призначеннями у 1952-63 роках Павло Юзик виконував обов'язки скарбника, секретаря, віце-президента та президента Манітобського історичного товариства; у роках 1958-63 був редактором річників історичних праць того ж товариства, а з 1958 до 1963 роки співредактором його щоквартального історичного журналу. Згодом став головою групи вивчення етнічних груп, яка спонсорувала вивчення історії етно-культурних груп провінції Манітоби.

### Павло Юзик— сенатор
1963 Павло Юзик, привернувши до себе увагу своєю діяльністю в Прогресивно-консервативної партії та своїм авторитетом серед українських поселенців степової Канади, був призначений до федерального сенату в Оттаві прем'єр-міністром Діфенбейкером, лідером тоді при владі Прогресивно-консервативної партії. Уже як сенатор виклав своє політичне кредо у англомовній збірці статей й виступів, виданих у 1973 році під назвою «Для кращої Канади» (англ. «For a Better Canada»).
У своїй першій промові в Сенаті 3 березня порушив актуальну тоді проблему вкладу етнічних меншиних груп, а зокрема українців, в господарство і культуру Канади. Видвигнувши зчерги значення «третього» елементу в Канаді, сенатор підкреслив постійний його зріст: коли в 1901 англоканадці становили 57 % населення, франкоканадці — 31 % й інші — 12 %, то вже в 1961 англомовний елемент становить лише 44 %, франкомовний — 30 %, а аллофони — 26 %. З-поміж етнічних груп на першому місці щодо числа находились німці — 1 049 599 осіб, на другому українці — 473 377, далі італійці — 450 350, голландці — 429 679, скандинавці — 386 534, поляки — 323 517, індіянці — 208 286, євреї — 173,344. Гідним уваги стало те, що «третій» елемент — панівний у Саскачевані (53 % усього населення) і є пропорційно найчисленнішим у Манітобі (48 %) і Алберті (49 %). Виходить: групи, що входять до складу «третього» елементу, є співбудівничими Заходу Канади і становлять перманентну частину канадійської сцени.
Сенатор Павло Юзик постійно підкреслював вагомий вклад україноканадців у Канаду: саме українські піонери ви́корчували й очистили мільйони гектарів цілинних канадійських прерій та здобули чимало сільськогосподарських відзначень на канадських і міжнародних конкурсах, виплекавши найкращі породи збіжжя; працею українців постали залізниці, копальні, фабрики й заводи; самі українці видали із свого числа дали кадри народних й університетських професорів, сотні міських і сільських радників та мерів і війтів — у цьому числі посадників таких міст як Вінніпег, Едмонтон, Віндзор, Кенора, вже не згадуючи, що около 130 канадських сіл носять українські назви. Сам сенатор відстоював вимогу мати у своїм офісі тримовну секретарку, яка б полагоджувала його та інших сенаторів кореспонденцію на українській, англійській і французькій мовах.
Згодом як член канадського сенату та парламентської делегації репрезентував Канаду на сесіях ООН (1963, 1975, 1979), при святкуваннях 1000-річчя Польщі (1966), на 9-ох конференціях Північно-Атлантійського Пакту (1972—1985), на конференції Гельсінської угоди у Мадриді (1980—1981), а також на конференціях Британської Співдружності (Кенія, 1983).

### Павло Юзик— суспільний діяч
В українському житті Павло Юзик визначався як співзасновник і президент Молоді Українського Національного Об'єднання (МУНО), як член управи КУК, як заступник директора Шевченківської фундації та як президент Канадського Товариства славістів (1963—1964). Очолював Комісію людських прав СКВУ, був директором Канадської Ради християн і євреїв та керівником інших українських і канадських установ.

### Павло Юзик— автор
Автор книг: «The Ukrainians in Manitoba: A Social History» (1953), «Ukrainian Canadians: Their Place and Role in Canadian Life» (1967), «For a Better Canada» (1973), «The Ukrainian Greek Orthodox Church of Canada 1918—1951» (1981), а також багатьох статей на українські теми, співавтор «Ukrainian Reader» (1958) і автор статей в «Encyclopedia Canadiana». У 1987 створено стипендію в його імені.

## Основний творчий набуток
Один з творців канадської політики багатокультурності. Навчався в університетах Саскачевану та Міннесоти. Доктор філософії. Професор історії та слов'янознавства. Постійно виступав за незалежність України. Видав: «Українці в Манітобі — Соціальна історія», «Україна: коротка енциклопедія», «Українці- канадці» (окремі видання виходили в перекладі на англійську та французьку мови).

## Нагороди
Відзначений багатьма українськими й канадськими медалями.
Серед нагород Павла Юзика: Почесний громадянин міст Детройт, Буфало та Рочестер, Золота медаль імені Тараса Шевченка, Лицар-Командор Ордену Святого Григорія Великого та Великий Хрест Лицарів Мальти.